# Kuźnice (Miodary)
Kuźnice (do 1945 r. Hammer) – przysiółek wsi Miodary w Polsce, położony w województwie opolskim, w powiecie namysłowskim, w gminie Świerczów.
W latach 1975–1998 przysiółek administracyjnie należał do ówczesnego województwa opolskiego.